# Nikodem Bętkowski

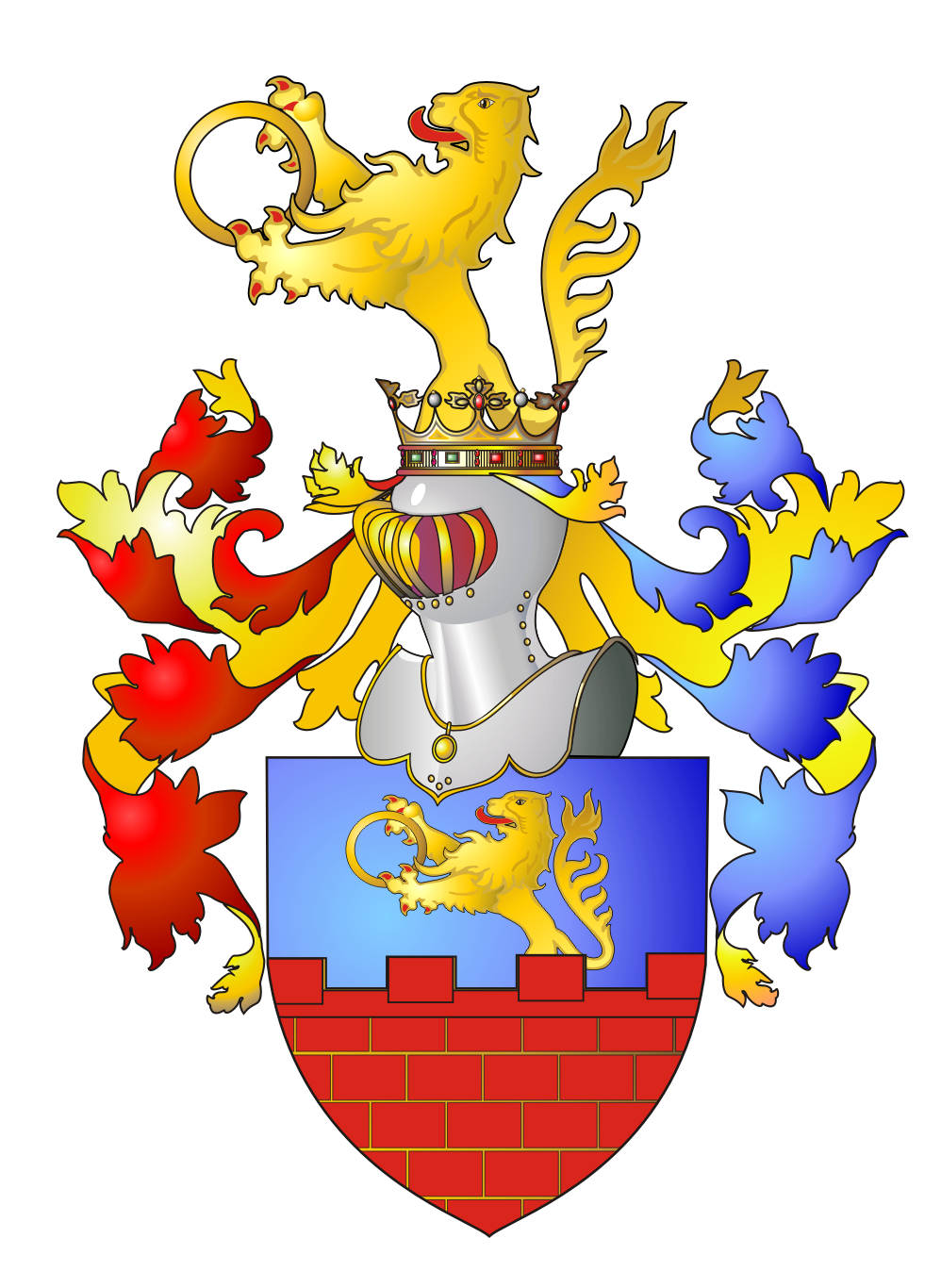
Wappen der Familie Prawdzic

Nikodem Felicjan Bętkowski-Prawdzic (* 27. September 1812 in Lisia Góra bei Tarnów; † 19. Oktober 1864 in Wieliczka) war ein Arzt und Politiker, der 1861 Abgeordneter im österreichischen Abgeordnetenhaus in der ersten Legislaturperiode für das Kronland Galizien war.

## Leben
Nikodem Bętkowski besuchte die Schule in Bochnia und studierte anschließend Philosophie und Medizin in Lemberg. Da er während seiner Studienzeit den Geheimorganisationen „Młoda Sarmacja“ (Junges Sarmatien) und „Stowarzyszenie Polskiej Demokracji“ (Verein der Polnischen Demokratie) angehörte, wurde er mehrmals inhaftiert. Danach siedelte er nach Wien um, wo er 1841 zum Doktor der Medizin mit der Dissertation  Historia medicinae in inclytis Poloniae terris ab antiquissimis temporibus usque ad a. 1622 promovierte. Er praktizierte in den folgenden Jahren in Bochnia und wurde 1846 Gerichtsmediziner in Wieliczka.
1848 war er Abgeordneter im österreichischen Reichsrat.
Nach dem Scheitern der Revolution von 1848/1849 im Kaisertum Österreich wurde ein Gerichtsprozess gegen Bętkowski geführt, der bis 1853 andauerte. In dieser Zeit publizierte er ein Handbuch über pathologische Anatomie in zwei Teilen (1852/1853) und übersetzte medizinische Texte aus dem Deutschen ins Polnische.
1861 wurde Bętkowski in Wieliczka als Abgeordneter für den Galizischen Landtag gewählt, von dem er für das österreichische Abgeordnetenhaus in der ersten Legislaturperiode delegiert wurde. Dieses Amt hatte er bis zu seinem Tod 1864 inne.

## Werke
- Historia medicinae in inclytis Poloniae terris ab antiquissimis temporibus usque ad a. 1622, Dissertation, Wien 1841.
- Anatomia (Patalogiczna), Część ogólna, Krakau 1852; Część szczególna, Krakau 1853.
- Uwagi niektóre nad terapią gruźlicy mianowicie przeciągłej, Warschau 1859.
- Flüchtige medizinische Skizzen aus Galizien, Wien 1862.